# Erinaceomorpha
Os erinaceomorfos são um grupo de mamíferos cujo status ainda não é definitivo, referido ora como ordem, ora como subordem, desmembrado sucessivamente das antigas ordens Insectivora, Lipotyphla e Eulipotyphla. 
Seus representantes atuais são os Erinaceidae, família à qual pertence o ouriço.

## Classificação
Subordem Erinaceomorpha 

(segundo Lopatin, 2006)
- Família Erinaceidae (Fischer von Waldheim, 1814) - Distribuição: América do Norte (Paleoceno Superior e Eoceno Médio; Oligoceno Inferior e Mioceno Superior), Ásia (Eoceno Inferior a Recente), Europa (Eoceno Superior e Recente) e África (Mioceno Inferior a Recente).
  - Subfamília †Changlelestinae
  - Subfamília †Tupaiodontinae
  - Subfamília Galericinae - gimnuros, ouriços-peludos ou ratos-lua
  - Subfamília †Brachyericinae
  - Subfamília Erinaceinae - ouriços
- Família †Adapisoricidae (Schlosser, 1887) - Distribuição: Europa (Paleoceno Superior a Eoceno Inferior).
- Família †Amphilemuridae (Heller, 1935) (= Dormaaliidae) - Distribuição: Europa e América do Norte (Eoceno Inferior e Superior).
- Família †Sespedectidae (Novacek, 1985) - Distribuição: América do Norte (Eoceno Inferior a Oligoceno).
- Família †Creotarsidae (Hay, 1930) - Distribuição: América do Norte (Eoceno Inferior).